# La Vallée des oiseaux blancs
Pour plus de détails, voir Fiche technique et Distribution.
La Vallée des oiseaux blancs (Valley of White Birds en version originale) est un film d'animation chinois de court métrage réalisé par Cloud Yang et sorti en 2016.

## Fiche technique
- Titre : La Vallée des oiseaux blancs
- Titre originale : Valley of White Birds
- Réalisation : Cloud Yang
- Scénario :
- Animation :
- Montage :
- Musique :
- Producteur : Clover Xie
- Production : Wolf Smoke Animation Studio
- Pays d'origine :  Chine
- Durée : 14 minutes 16
- Dates de sortie :
  -  France : 12 juin 2017 (FIFA 2017)

## Distinctions
Il remporte le prix du jury junior pour un court métrage à l'édition 2017 du festival international du film d'animation d'Annecy.